# Nico Imhof
Nico Imhof (* 2. August 1978 in Mannheim) ist ein deutscher Betriebswirt, Journalist und Buchautor. Er war von 2013 bis 2016 Chefredakteur der Zeitschrift Tattoo Erotica. Seit Dezember 2015 war er Geschäftsführer des Huber Verlages. 2022 wurde er zum Geschäftsführer des E-Commerce-Unternehmens Poolmegastore GmbH bestellt.

## Leben
Nico Imhof studierte Betriebswirtschaftslehre an der Wirtschaftsakademie Pfalz in Ludwigshafen am Rhein. Seine Diplomarbeit befasste sich mit dem Thema Mitarbeiterbeteiligung in kleinen und mittleren Unternehmen. Seit 2005 arbeitet Imhof beim Huber Verlag in Mannheim. 2009 wurde er, parallel zu seiner Position als Marketingleiter, Chefredakteur des halbjährlich erscheinenden Magazins Timeless und ist seitdem eingetragener Journalist beim SZV (Südwestdeutscher Zeitschriftenverlegerverband). 2013 wurde das Magazin eingestellt. Im selben Jahr übernahm Nico Imhof die Chefredaktion des Magazins Tattoo Erotica, das als Schwestermagazin des TätowierMagazin erscheint. Des Weiteren schrieb er an drei Kochbüchern mit und ist Autor und Verfasser des Buches Tattoo Erotica – Bildband 2. Im Jahr 2013 nahm der Mediendienst kress Nico Imhof in das kressköpfe-Buch auf. Im Dezember 2015 wechselte Nico Imhof in die Geschäftsführung des Verlags und gab infolgedessen die Chefredaktion ab.
Seit 2014 hat Nico Imhof einen Juryplatz bei der jährlich stattfindenden Tattoomodel-Miss-Wahl Tattoo Starlet inne. Der Contest wird von den Zeitschriften Tätowier Magazin und Tattoo Erotica veranstaltet.

## Veröffentlichungen
- mit Carsten Heil: Cook Wild: das Biker-Kochbuch. Huber Verlag, Mannheim 2006, ISBN 978-3-927896-15-4.
- mit Carsten Heil, Bernd Arnold, Björn Meißner u. a.: Cook Wilder: das Biker-Kochbuch Huber Verlag, Mannheim 2008, ISBN 978-3-927896-24-6.
- mit Carsten Heil, Michael Ahlsdorf, Björn Meißner u. a.: Cook Wildest: das Biker-Kochbuch. Huber Verlag, Mannheim 2010, ISBN 978-3-927896-36-9.
- Tattoo Erotica: Bildband 2. Huber Verlag, Mannheim 2014, ISBN 978-3-927896-55-0.